# Flakkebjerg (plaats)
Flakkebjerg is een plaats in de Deense regio Seeland, gemeente Slagelse. De plaats telt 453 inwoners (2011).